# 조지겸 (청나라)
조지겸(중국어 간체자: 赵之谦, 정체자: 趙之謙, 1829년 ~ 1884년)는 청나라 말기의 서예가, 전각가, 화가이다. 조지겸의 전각은 오창석과 제백석과 같은 후기 거장들에게 영향을 미쳤다. 자인 익보(益甫)과 호인 냉군(冷君)으로도 알려져 있으며, 말년에는 자를 휘숙(撝叔), 호를 비암(悲庵)으로 바꾸었다.

## 갤러리

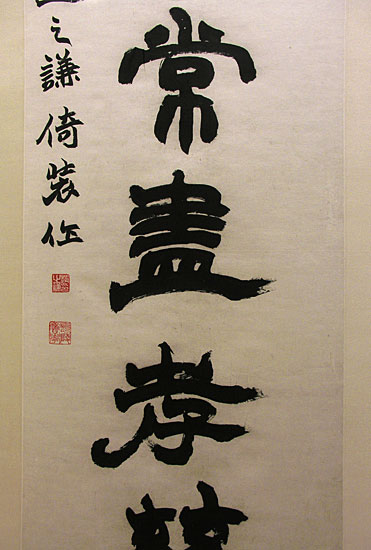
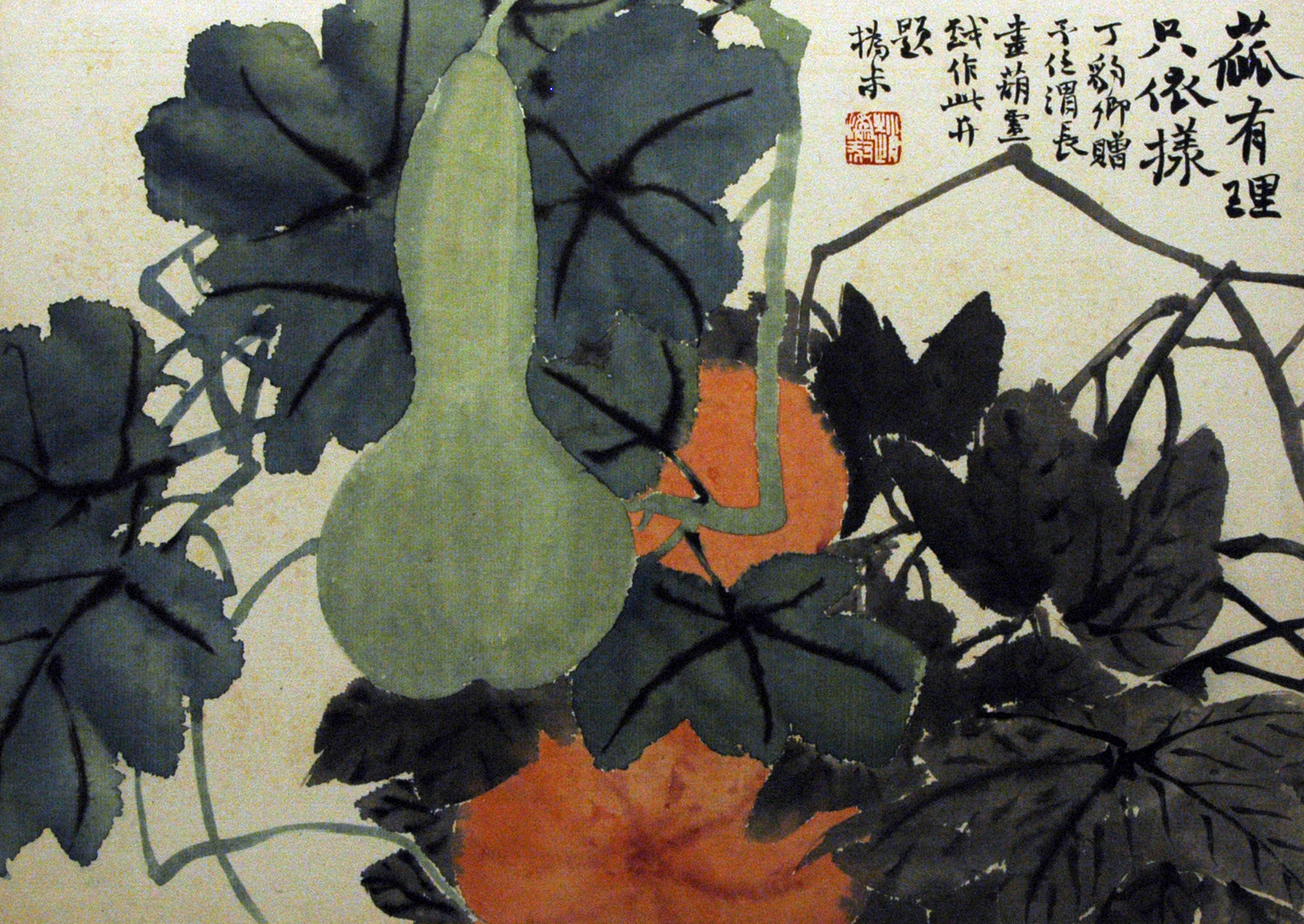
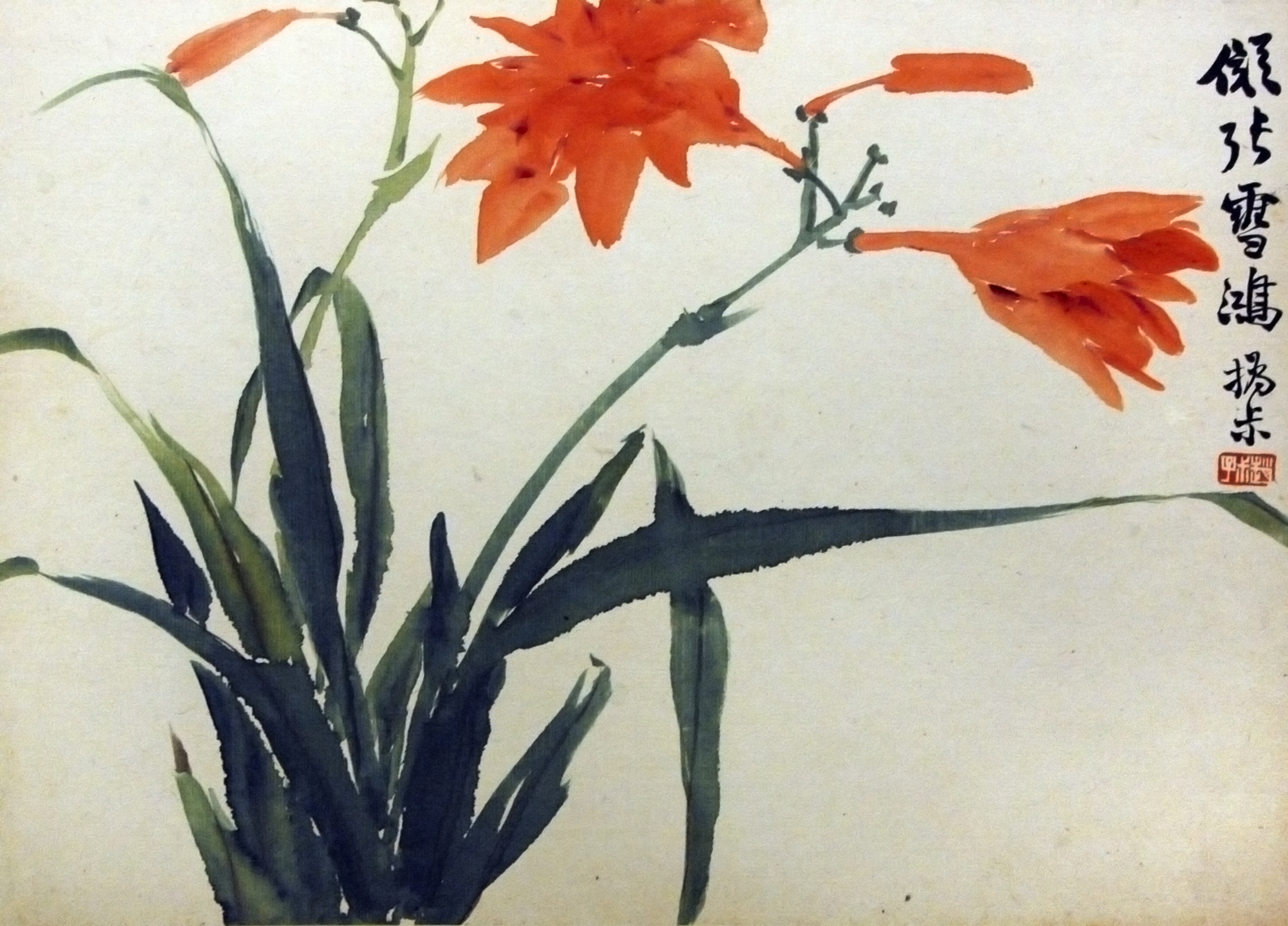
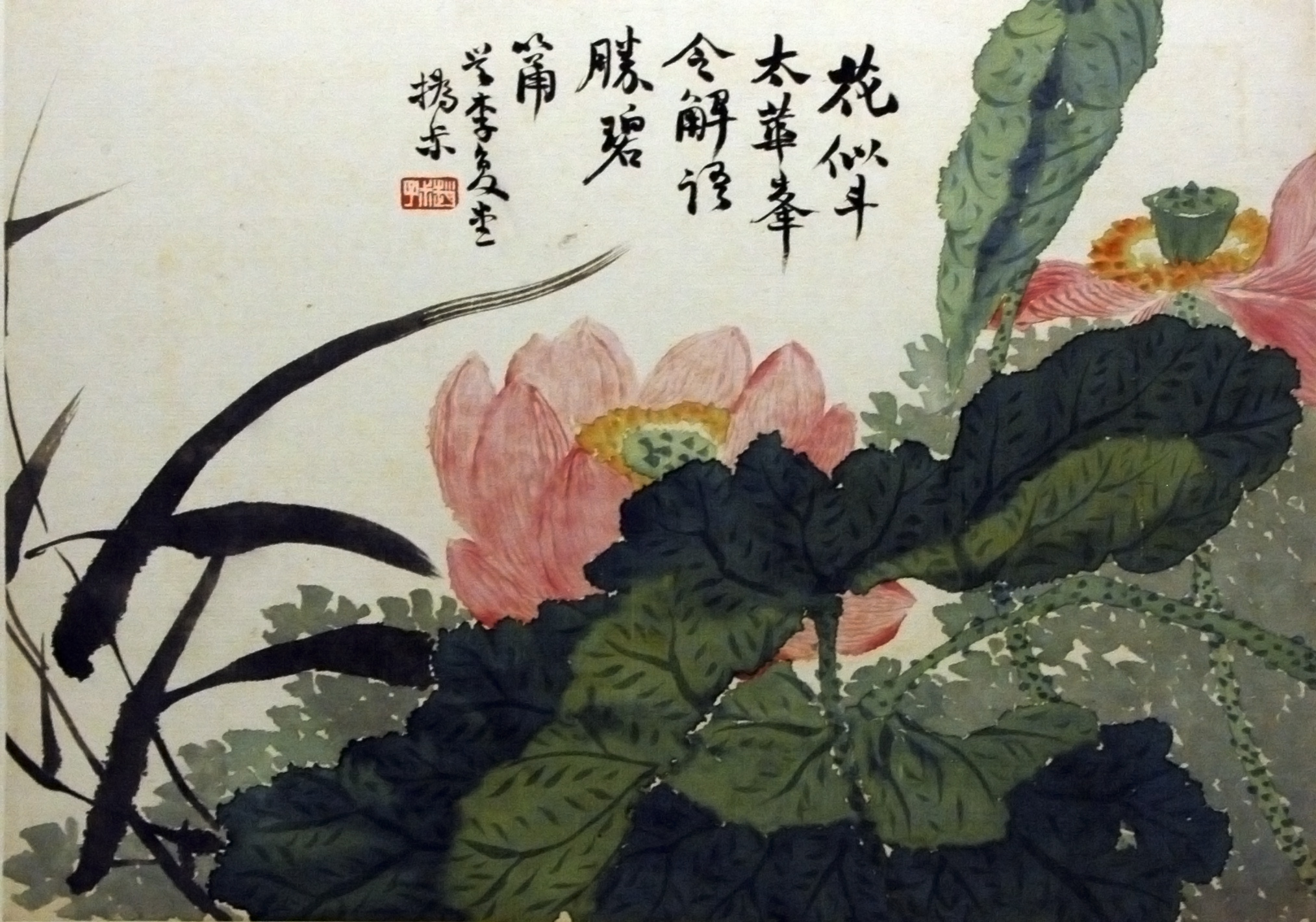
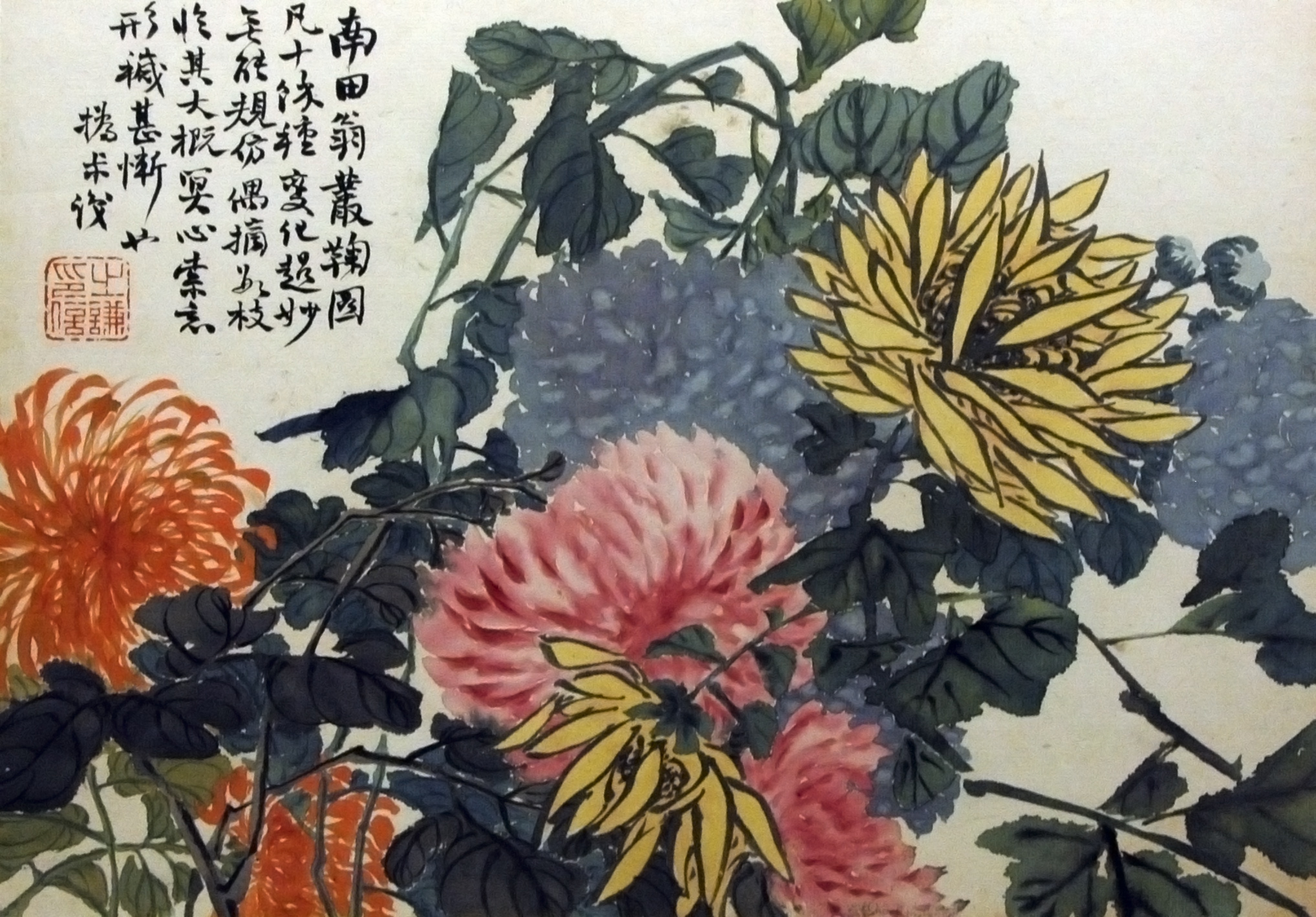
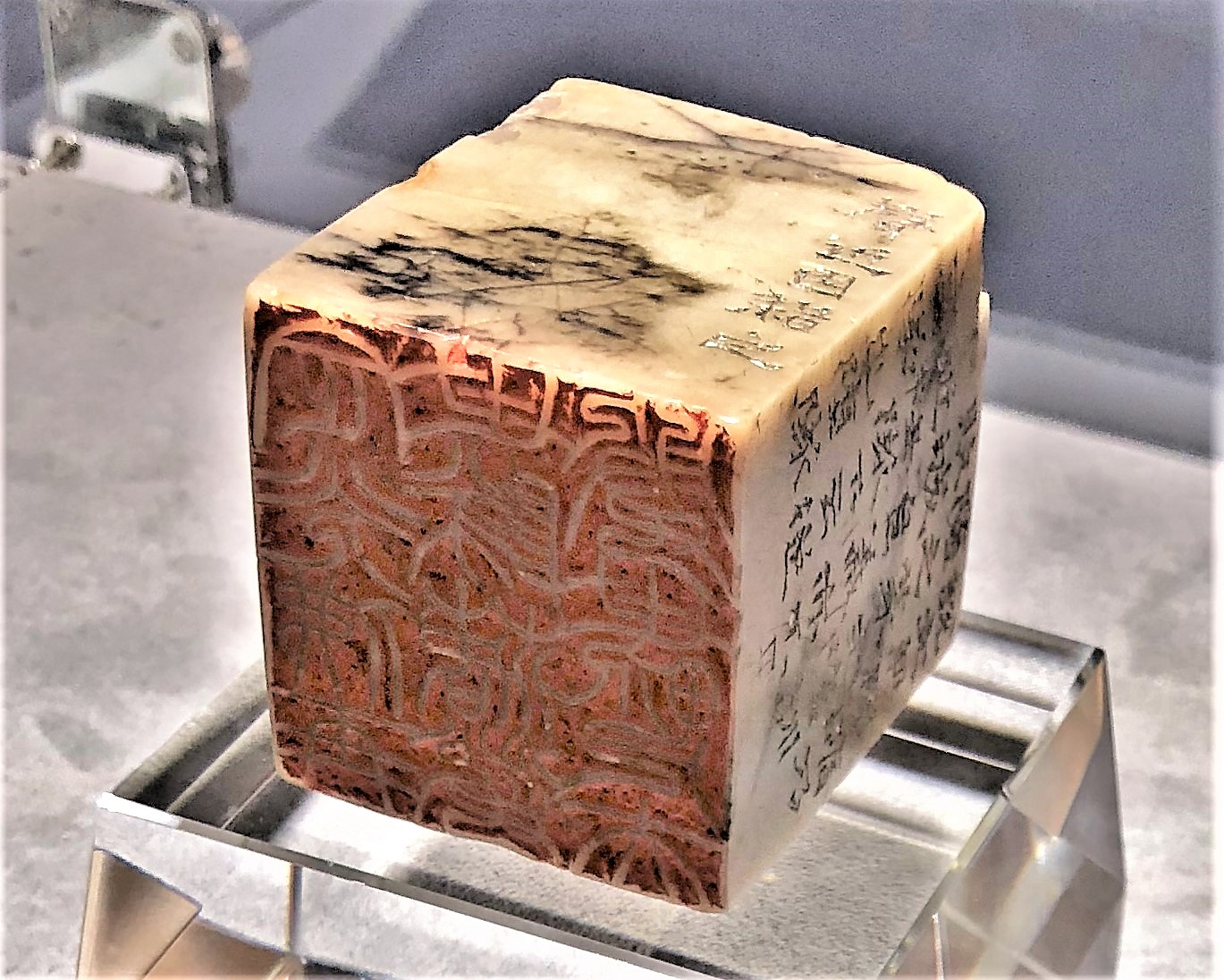
조자겸이 조각한 인장

## 참고 문헌
1. ↑  “Couplet of Eight Characters - 2 of 2 - Zhao Zhiqian - official / clerical script - Qing Dynasty”. 《hua.umf.maine.edu》. 2010년 6월 12일에 원본 문서에서 보존된 문서. 2020년 11월 26일에 확인함.